# Tuế Hòa Bình
Tuế Hòa Bình (danh pháp: Cycas hoabinhensis) là một loài thực vật thuộc chi Tuế. Đây là loài bản địa của Việt Nam.